# Оптимати
Оптимати (лат. Optimates, једнина optimas, дословно: „најбољи“), такође познати и као Boni (добри), назив је за конзервативну фракцију у Сенату Римске републике која је постојала од друге половине 2. века п. н. е. до краја Републике 40-их година п. н. е. Оптиматима је заједничко било настојање да успоставе, односно очувају доминацију Сената над народним скупштинама односно спрече амбициозне војне команданте и популистичке политичаре да преко њих поткопају како републиканске институције тако и доминацију тадашње римске аристократије у римској политици.
Странка која је била супротстављена оптиматима се звала популари. Њихов међусобни сукоб, који је често ескалирао у насиље, битно је допринео избијању грађанских ратова и коначном крају Републике.
Оптимати су свој врхунац имали у време Суле, војсковође који је 80-их п. н. е. освојио власт у грађанском рату, завео бруталну диктатуру и спровео низ уставних реформи с циљем да се успостави трајна доминација оптимата над римском политиком. Те су реформе, међутим, након Сулине смрти постепено укинуте, што је популарима омогућило да се опораве, а сукоб ескалира када је на њихово чело дошао Јулије Цезар. Оптимате је тада водио дотадашњи популарски вођа и Цезаров пријатељ Помпеј, а њихов сукоб је завршио Цезаровом победом. Преживели оптимати, али део популара разочараних Цезаровом диктатуром, се, пак, удружио у нову фракцију звану Ослободиоци, али је и она уништена у грађанском рату који је избио након Цезаровог убиства.